# The Boondocks
The Boondocks ist ein täglich in diversen US-amerikanischen Zeitungen (darunter Los Angeles Times, Washington Post und Chicago Tribune) erscheinender Comicstrip. Autor und Zeichner ist der US-amerikanische Cartoonist Aaron McGruder.
Hauptthemen sind die afroamerikanische Kultur, Kapitalismus und Plutokratie, Rassismus und US-amerikanische Politik, beobachtet durch die Augen des schwarzen Teenagers Huey Freeman.

## Entstehung
McGruder zeichnete die ersten Strips 1997 für die studentische Zeitung The Diamondback an der Universität von Maryland. Kurz darauf wurde der Strip auch im Hip-Hop-Magazin The Source gedruckt. Als Ergebnis seiner wachsenden Beliebtheit gelang ihm 1999 mit der Unterzeichnung eines Vertrags mit dem Universal Press Syndicate der überregionale Durchbruch.

## Inhalt
Der Strip zeigt Szenen aus dem Leben der Geschwister Huey und Riley Freeman, die gerade zusammen mit ihrem autoritären Großvater aus dem Zentrum von Chicago in eine „weiße“ Vorstadt Woodcrest gezogen sind.
Huey (in einem Strip gibt er an, sein Name beziehe sich auf Huey Newton) ist ein meistens sehr wütender Zehnjähriger und hat sich ganz der radikalen Kritik politischer Zusammenhänge verschrieben, er sympathisiert mit den Ideen der Black Panthers, und setzt sich kritisch mit verschiedenen Aspekten moderner afrikanisch-amerikanischer Kultur, mit dem Rassismus in den Vereinigten Staaten und der Politik George W. Bushs auseinander. Sein Bruder Riley dagegen ist von Gangsta-Rap stark eingenommen und versucht, einem „Bling-Bling-Lifestyle“ nachzueifern.
Hueys bester Freund ist Michael Caesar, der MC werden will, die meisten von Hueys Ideen unterstützt, aber weniger wütend ist, sondern eher optimistisch und humorvoll.
Die Nachbarn der Freemans sind die NAACP-Mitglieder Thomas Dubois (der Name kann eine Referenz sowohl an W.E.B. Du Bois als auch an die Figur des Onkel Tom sein) und seine weiße Frau Sara, beide sind Anwälte. Ihre Tochter Jazmine ist in Hueys Alter und leidet unter Gefühlen der Verunsicherung in Bezug auf eine ethnische Identität. Huey wirft ihr deshalb oft vor, den Kontakt zu ihrer Herkunft verloren zu haben.

## Rezeption und Bedeutung
The Boondocks ist ein bewusst politischer Comic und bisher öfter Gegenstand öffentlicher Kontroversen gewesen; besonders das Verhalten des Charakters Huey war für einige Zeitungen schon einige Male Anlass, die Veröffentlichung des Strips zu unter- oder abzubrechen. Die Anzahl der Zeitungen, die The Boondocks veröffentlichen, ist dennoch seit 1999 kontinuierlich angestiegen. In einigen Zeitungen erscheint der Strip nicht im regulären Teil, sondern in der Op-Ed-Redaktion.
The Boondocks ist einer von sieben in den USA überregional erscheinenden Comicstrips, die von afroamerikanischen Cartoonisten gezeichnet werden, dazu gehören auch Candorville, Curtis, Jump Start, Housebroken, Watch Your Head, Wee Pals und Herb and Jamaal.
Andere überregional erscheinende Comicstrips der USA, die ähnlich politisch sind, sind die „liberalen“ Doonesbury, Opus the Penguin, Rudy Park und La Cucaracha sowie die "konservativen" Prickly City, State of the Union, B.C. und Mallard Fillmore.
The Boondocks kann auch als eine Satire von Amerika und dem Weltgeschehen und im Speziellen Afroamerikanern in Amerika, angesehen werden, die zwar zum Lachen anregt, aber einen kritischen Unterton besitzt. Des Weiteren werden bekannte Persönlichkeiten parodiert.

## Sammelbände
- 2000: Because I Know You Don't Read the Newspaper
- 2001: Fresh for '1...You Suckas!
- 2002: A Right to Be Hostile: The Boondocks Treasury
- 2005: Public Enemy #2
- 2007 (Oktober): All the Rage: The Boondocks Past and Present

## Fernsehserie
McGruder hat die Film- und Fernsehrechte an Sony Pictures Entertainment verkauft. Die animierte Fernsehserie The Boondocks feierte am 6. November 2005 ihre Premiere im Adult-Swim-Programm des Cartoon Network. Die erste Staffel erschien am 25. Juli 2006 auch auf DVD. In Deutschland laufen alle drei Staffeln auf Animax. Die vierte Staffel wurde auf ProSieben Fun veröffentlicht. Der Stil der Serie ist von Anime und Manga inspiriert und ursprünglich sollte mit dem Anime-Studio Madhouse zusammengearbeitet werden.
Am 21. März 2014 gab Cartoon Network bekannt, dass die Serie um eine vierte und letzte Staffel erweitert werden soll. Außerdem werde die vierte Staffel ohne Aaron McGruders Mitarbeit produziert. Als Grund für die Produktion der vierten Staffel ohne Beteiligung Aaron McGruders wurden Differenzen im Vorfeld der Produktion genannt.
Am 12. Juni 2019 gab Sony Pictures Entertainment, ein Reboot der Serie für das Jahr 2020 zu produzieren. Am 18. September 2019, gab der Video-on-Demand-Anbieter HBO Max bekannt, das 2 Staffeln mit je 12 Episoden bereits bestellt sind und vorerst exklusiv dort veröffentlicht werden. Im Jahr 2022 wurde bekannt, dass das Reboot abgebrochen wurde.
Wie auch die Comic-Vorlage wurde die Serie zu einer der kontroversesten Cartoons.

### Episodenliste

#### Staffel 1
| Folge | Folge in der Staffel | Titel                            | deutsche Erstausstrahlung | Erstausstrahlung  |
| 1     | 01                   | The Garden Party                 | 8. September 2010         | 6. November 2005  |
| 2     | 02                   | The Trial of Robert Kelly        | 8. September 2010         | 13. November 2005 |
| 3     | 03                   | Guess Hoe’s Coming to Dinner     | 15. September 2010        | 20. November 2005 |
| 4     | 04                   | Granddad’s Flight                | 15. September 2010        | 27. November 2005 |
| 5     | 05                   | A Date with the Health Inspector | 22. September 2010        | 4. Dezember 2005  |
| 6     | 06                   | The Story Of Gangstalicious      | 22. September 2010        | 11. Dezember 2005 |
| 7     | 07                   | Merry Christmas, Huey Freeman    | 29. September 2010        | 18. Dezember 2005 |
| 8     | 08                   | The Reality                      | 29. September 2010        | 8. Januar 2006    |
| 9     | 09                   | Return of the King               | 6. Oktober 2010           | 15. Januar 2006   |
| 10    | 10                   | The It is                        | 6. Oktober 2010           | 22. Januar 2006   |
| 11    | 11                   | Let’s Nab Oprah                  | 13. Oktober 2010          | 12. Februar 2006  |
| 12    | 12                   | Riley Wuz Here                   | 13. Oktober 2010          | 19. Februar 2006  |
| 13    | 13                   | Wingmen                          | 20. Oktober 2010          | 5. März 2006      |
| 14    | 14                   | The Block is Hot                 | 20. Oktober 2010          | 12. März 2006     |
| 15    | 15                   | The Passion of Reverend Ruckus   | 27. Oktober 2010          | 19. März 2006     |

#### Staffel 2
| Folge | Folge in der Staffel | Titel                           | deutscher Erstausstrahlung | Erstausstrahlung  |
| 16    | 01                   | Or Die Trying                   | 27. Oktober 2010           | 8. Oktober 2007   |
| 17    | 02                   | Tom, Sarah and Usher            | 3. November 2010           | 15. Oktober 2007  |
| 18    | 03                   | Thank You for Not Snitching     | 3. November 2010           | 22. Oktober 2007  |
| 19    | 04                   | Stinkmeaner Strikes Back        | 10. November 2010          | 29. Oktober 2007  |
| 20    | 05                   | The Story of Thugnificent       | 10. November 2010          | 5. November 2007  |
| 21    | 06                   | Attack of the Killer Wolf Bitch | 17. November 2010          | 19. November 2007 |
| 22    | 07                   | Thugnificent 2                  | 17. November 2010          | 26. November 2007 |
| 23    | 08                   | Ballin’                         | 24. November 2010          | 3. Dezember 2007  |
| 24    | 09                   | Invasion of the Katrinas        | 24. November 2010          | 10. Dezember 2007 |
| 25    | 10                   | Home Alone                      | 1. Dezember 2010           | 17. Dezember 2007 |
| 26    | 11                   | The S Word                      | 1. Dezember 2010           | 21. Januar 2008   |
| 27    | 12                   | The Story of Catcher Freeman    | 8. Dezember 2010           | 28. Januar 2008   |
| 28    | 13                   | The Story of Gangstalicious 2   | 8. Dezember 2010           | 4. Februar 2008   |
| 29    | 14                   | The Hunger Strike               | 15. Dezember 2010          | 16. März 2008     |
| 30    | 15                   | The Uncle Ruckus Reality Show   | 15. Dezember 2010          | 23. März 2008     |

#### Staffel 3
| Folge | Folge in der Staffel | Titel                                | deutscher Erstausstrahlung | Erstausstrahlung |
| 31    | 01                   | It’s a Black President, Huey Freeman | 22. Dezember 2010          | 2. Mai 2010      |
| 32    | 02                   | Bitches to Rags                      | 22. Dezember 2010          | 9. Mai 2010      |
| 33    | 03                   | The Red Ball                         | 29. Dezember 2010          | 16. Mai 2010     |
| 34    | 04                   | The Story of Jimmy Rebel             | 29. Dezember 2010          | 23. Mai 2010     |
| 35    | 05                   | Stinkmeaner 3: The Hateocracy        | 5. Januar 2011             | 30. Mai 2010     |
| 36    | 06                   | Smokin’ With Cigarettes              | 5. Januar 2011             | 6. Juni 2010     |
| 37    | 07                   | The Fundraiser                       | 12. Januar 2011            | 13. Juni 2010    |
| 38    | 08                   | Pause                                | 12. Januar 2011            | 20. Juni 2010    |
| 39    | 09                   | A Date With the Booty Warrior        | 19. Januar 2011            | 27. Juni 2010    |
| 40    | 10                   | The Story of Lando Freeman           | 19. Januar 2011            | 4. Juli 2010     |
| 41    | 11                   | Lovely Ebony Brown                   | 26. Januar 2011            | 11. Juli 2010    |
| 42    | 12                   | Mr. Medicinal                        | 26. Januar 2011            | 18. Juli 2010    |
| 43    | 13                   | The Fried Chicken Flu                | 2. Februar 2011            | 1. August 2010   |
| 44    | 14                   | The Color Ruckus                     | 2. Februar 2011            | 8. August 2010   |
| 45    | 15                   | It’s Goin Down                       | 9. Februar 2011            | 15. August 2010  |

#### Staffel 4
| Folge | Folge in der Staffel | Titel                                | deutscher Erstausstrahlung | Erstausstrahlung |
| 46    | 01                   | Pretty Boy Flizzy                    | 1. April 2015              | 21. April 2014   |
| 47    | 02                   | Good Times                           | 8. April 2015              | 28. April 2014   |
| 48    | 03                   | Breaking Grandad                     | 8. April 2015              | 5. Mai 2014      |
| 49    | 04                   | Early Bird Special                   | 15. April 2015             | 12. Mai 2014     |
| 50    | 05                   | Freedom Ride or Die                  | 15. April 2015             | 19. Mai 2014     |
| 51    | 06                   | Granddad Dates a Kardashian          | 15. April 2015             | 26. Mai 2014     |
| 52    | 07                   | Freedomland                          | 22. April 2015             | 2. Juni 2014     |
| 53    | 08                   | I Dream of Siri                      | 22. April 2015             | 9. Juni 2014     |
| 54    | 09                   | Stinkmeaner: Begun the Clone War Has | 22. April 2015             | 16. Juni 2014    |
| 55    | 10                   | The New Black                        | 22. April 2015             | 23. Juni 2014    |

### Synchronisation
| Rolle                             | Originalsprecher         | deutscher Sprecher       |
| --------------------------------- | ------------------------ | ------------------------ |
| Huey Freeman                      | Regina King              | Julius Jellinek          |
| Riley Freeman                     | Regina King              | Christian Zeiger         |
| Robert Jebediah „Grandad“ Freeman | John Witherspoon         | Freimut Götsch           |
| Thomas DuBois                     | Cedric Yarbrough         | Ingo Albrecht            |
| Jazmine DuBois                    | Gabby Soleil             | Julia Meynen             |
| Sarah DuBois                      | Jill Talley              | Ulrike Stürzbecher       |
| Cindy McPhearson                  | Tara Strong              | Julia Kaufmann           |
| Booty B                           | Chris Williams           | Patric Tavanti           |
| Ming                              | Tiffany Espensen         | Lucia Xu                 |
| Uncle Ruckus                      | Gary Anthony Williams    | Jürgen Kluckert          |
| Gin Rummy                         | Samuel L. Jackson        | Tobias Kluckert          |
| Ed Wuncler                        | Ed Asner                 | Uli Krohm                |
| Ed Wuncler III                    | Charlie Murphy           | Michael Iwannek          |
| Darryl Ruckus                     | Gary Anthony Williams    | Raimund Krone            |
| A Pimp Named Slickback            | Katt Williams            | Michael Pan              |
| Der Direktor                      | Sam McMurray             | Raimund Krone            |
| Präsident Barack Obama            | Marlin Hill              | Raimund Krone            |
| Martin Luther King jr.            | Kevin Michael Richardson | Engelbert von Nordhausen |

Dialogregie führte Sven Plate.